# بابايشطون
بابايشطون (بالإنجليزية: Papaïchton)‏ هي إحدى بلديات دائرة سان لوران دو ماروني بغويانا الفرنسية. البلدة تقع على نهر ماروني الذي كان السبيل الوحيد للوصول إلى القرية